# 南東北総合卸センター
南東北総合卸センター（みなみとうほくそうごうおろしセンター）とは、福島県郡山市喜久田町卸にある卸商業団地である。加入者総数は88社。

## 概要
食料品15社、衣料品4社、生活用品5社、農業関連7社、自動車関連5社、情報通信・事務機8社、建設資材・設備21社、電気関連6社、環境・衛生8社、その他特殊専門品等8社などが加盟する組合による卸商業団地。総面積は約130千坪（429千m2）。
東北自動車道郡山インターチェンジ、および郡山トラックターミナルに隣接する他、郡山トラックセンターなどが立地。全国卸商業団地協同組合連合会加盟。

## 歴史
- 1969年（昭和44年）、郡山商工会議所商業振興委員会で団地建設を決議し、準備委員会が発足
- 1971年（昭和46年）、組合を設立
- 1975年（昭和50年）、39社の社屋が完成
- 1976年（昭和51年）、57社の社屋が完成、落成式が行われる[2]、同年、隣接地に郡山トラックターミナルが開業
- 1981年（昭和56年）、町名地番を変更し、「喜久田町卸」となる
- 1986年（昭和61年）、輸入品を集めたイベント、第1回「ふくしま輸入博」を開催、以後、1990年代まで毎年ゴールデンウィークに開催された。1992年には福山雅治もゲストとしてライブを披露した。
- 2000年（平成12年）、磐越西線東側の土地の造成が完了し、「郡山流通業務団地」として分譲開始
- 2001年（平成13年）、第1回「卸団地びっくり市」開催
- 2008年（平成20年）、プロロジスによる大型物流施設「プロロジスパーク郡山I」竣工[3]

## 施設概要
- イベントホール - 250坪
- 会議室 - 16名から117名収容
- センサーショップ卸町店
- レストラン ハッピータイム
- 郡山卸町郵便局
- 駐車場 - 250台分

## 主なイベント
- 卸団地びっくり市 - 10月や春頃などに開催、特価品販売、ステージイベント、縁日・飲食コーナー、遊具など

## アクセス
- 磐越西線喜久田駅下車、徒歩20分
- 郡山駅8番バス乗り場より夏出行または玉川経由熱海行バスで「卸団地入口」下車
- 郡山駅8番バス乗り場より郡山西部工業団地行バスで「卸センター」下車
- 東北自動車道郡山ICから車で3分